# Supercolpo da 7 miliardi
Supercolpo da 7 miliardi è un film del 1966, diretto da Bitto Albertini.

## Trama
Robert Coleman viene fatto "morire" in una gara di fuoribordo per poi farlo apparire, sotto falsa identità, affinché possa effettuare un'audace rapina in Sudafrica: l'oggetto del colpo è il più grande diamante del mondo. Ha inizio una rocambolesca avventura in giro per l'Europa, tra mille colpi di scena fino alla soluzione finale.